# Päivi Hiltunen-Toivio
Päivi Marjatta Hiltunen-Toivio (* 24. April 1952 in Helsinki) ist eine finnische Juristin und Diplomatin.

## Werdegang
Seit 1979 arbeitet Hiltunen-Toivio für das finnische Außenministerium. Sie war stellvertretende Generalsekretärin des Sekretariats der EU-Präsidentschaft, in den finnischen Botschaften in Paris und Brüssel und Sonderberaterin für EU-Angelegenheiten im Büro des Premierministers und im Handelsministerium und zwischen 2000 und 2004 Chefin des Bereichs zur EU-Erweiterung in der Abteilung Europäische Union. Von 2004 bis 2008 war sie Konsulin Finnlands in Shanghai. 2008 wurde Hiltunen-Toivio Leiterin der Abteilung für Allgemeine Angelegenheiten der Europäischen Abteilung des Ministeriums und 2010 Botschafterin Finnlands in Prag.
Am 15. August 2014 wurde Hiltunen-Toivio vom finnischen Präsidenten zur finnischen Botschafterin in Indonesien und am 13. Januar 2015 zusätzlich zur Botschafterin für Osttimor ernannt. Ihre Akkreditierung übergab sie am 17. Februar 2015. 2018 wurde Hiltunen-Toivio von Jari Sinkari abgelöst.